# 反撃の銃弾
『反撃の銃弾』（はんげきのじゅうだん、原題：The Tall T）は、1957年制作のアメリカ合衆国の西部劇映画。エルモア・レナード原作の短編小説"The Captives"をバッド・ベティカー監督、ランドルフ・スコット主演で映画化。
2000年、アメリカ国立フィルム登録簿に登録された。

## あらすじ
牧童頭のパット・ブレナンは種牛を買いに町に向かった。しかし、賭けに負けたため、馬を取りあげられてとぼとぼと引きあげて行く。
その途中、ブレナンは駅馬車と出会う。この馬車には今朝結婚したばかりの鉱山主の娘ドレッタ・ミムスと夫の番頭ウィラードが乗っていた。ブレナンはその馬車に乗せてもらう。ところが、途中で彼らはアッシャー率いる3人の強盗団に襲われ、御者が殺された。
金がないと知ったアッシャーがブレナンたちを殺そうとした時、ウィラードはドレッタの父が財産家であるから、彼女を人質にして身代金を払うといって命乞いした。アッシャーはこれを認め、部下の1人をつけてウィラードを町にやった。
やがて帰ってきたウィラードは、ドレッタの父が身代金を払うことを約束したことを伝えるが、その途端アッシャーの部下に撃ち殺されてしまう。さらに、アッシャーたちはウィラードの夫にあるまじき行為を非難して嘲笑する。
ブレナンは嘆くドレッタをやさしく元気づけると共に、反撃の機会をうかがう。

## キャスト
- パット・ブレナン：ランドルフ・スコット
- アッシャー：リチャード・ブーン
- ドレッタ・ミムス：モーリン・オサリヴァン
- チンク：ヘンリー・シルヴァ
- ビリー：スキップ・ホメイヤー
- ウィラード・ミムス：ジョン・ハバード
- 御者：アーサー・ハニカット